# Bharat Ratna
Het Juweel van India (Hindi: Bharat Ratna) is de hoogste civiele onderscheiding van de republiek India. India verkoos na de onafhankelijkheid geen van de oude Britse koloniale ridderorden te verlenen en president Rajendra Prasad stichtte op 2 januari 1954 een nieuwe ridderorde.
Het oprichtingsbesluit maakt geen melding van postume verlening en daarom werd de onderscheiding niet alsnog aan Mahatma Gandhi verleend. In 1955 werd deze mogelijkheid wél ingevoerd en sindsdien werden tien postume benoemingen gedaan. De onderscheiding beloont nationale verdienste op het hoogste niveau en literaire, artistieke, wetenschappelijke verdiensten. Aan de orde is geen titel verbonden, maar in het protocol nemen de gedecoreerden een belangrijke plaats in. Tussen 1977 en 1980 is de orde enige tijd niet meer verleend, maar na de verlening aan Nobelprijswinnares Agnes Gonxha Bojaxhiu (Moeder Teresa) kregen nog 23 Indiërs de onderscheiding.
In de statuten staat nergens dat de gedecoreerden Indiërs moeten zijn. Jarenlang werd daar wel van uitgegaan. In 1980 werd de eerste genaturaliseerde Indische gedecoreerd en in 1987 volgde de Afghaanse Khan Abdul Ghaffar Khan. Er zijn over de toekenning van deze onderscheiding rechtszaken gevoerd, omdat de juridische status van de orde onduidelijk is.

## Het kleinood van de Bharat Ratna
In het oprichtingsdecreet staat dat het juweel een gouden schijf van 35 millimeter doorsnede moet zijn. Daarop moet de zon worden afgebeeld en in het Sanskriet de tekst Bharat Ratna staan. Het voorgeschreven lint was wit. Dit kleinood is voor zover bekend nooit in deze vorm toegekend of gefabriceerd.

Het kleinood wordt ook beschreven als een verguld bronzen blad met een platina zon. Ook nu, in 2007, wordt de Bharat Ratna aan een wit lint om de hals gedragen.

## De dragers van de Bharat Ratna
| S.No | Naam                                  | Geboortedatum / Sterfdatum | Verlening | Opmerkingen | Staat in India of land van herkomst                                                          |
| ---- | ------------------------------------- | -------------------------- | --------- | --- | -------------------------------------------------------------------------------------------- |
| 1.   | Sarvepalli Radhakrishnan              | 1888–1975                  | 1954      | oud-president, filosoof | Tamil Nadu                                                                                   |
| 2.   | Chakravarti Rajagopalachari           | 1878–1972                  | 1954      | oud-gouverneur-generaal, vrijheidsstrijder                                                                                  | Tamil Nadu                                                                                   |
| 3.   | Chandrasekhara Venkata Raman          | 1888–1970                  | 1954      | Nobelprijswinnaar en natuurkundige                                                                                          | Tamil Nadu                                                                                   |
| 4.   | Bhagwan Das                           | 1869–1958                  | 1955      | filosoof, vrijheidsstrijder                                                                                                 | Uttar Pradesh                                                                                |
| 5.   | Mokshagundam Visvesvaraya             | 1861–1962                  | 1955      | ingenieur | Karnataka                                                                                    |
| 6.   | Pandit Jawaharlal Nehru               | 1889–1964                  | 1955      | oud-minister-president, vrijheidsstrijder, auteur                                                                           | Uttar Pradesh                                                                                |
| 7.   | Govind Ballabh Pant                   | 1887–1961                  | 1957      | vrijheidsstrijder, minister van Binnenlandse Zaken                                                                          | Uttar Pradesh                                                                                |
| 8.   | Dhondo Keshav Karve                   | 1858–1962                  | 1958      | onderwijsdeskundige, sociaal hervormer                                                                                      | Maharashtra                                                                                  |
| 9.   | Bidhan Chandra Roy                    | 1882–1962                  | 1961      | arts en politicus | West-Bengalen                                                                                |
| 10.  | Purushottam Das Tandon                | 1882–1962                  | 1961      | vrijheidsstrijder, onderwijsdeskundige                                                                                      | Uttar Pradesh                                                                                |
| 11.  | Rajendra Prasad                       | 1884–1963                  | 1962      | oud-president, vrijheidsstrijder, jurist                                                                                    | Bihar                                                                                        |
| 12.  | Zakir Hussain                         | 1897–1969                  | 1963      | oud-president, wetenschapper                                                                                                | Andhra Pradesh                                                                               |
| 13.  | Pandurang Vaman Kane                  | 1880–1972                  | 1963      | Indiakundige en Sanskriet-geleerde                                                                                          | Maharashtra                                                                                  |
| 14.  | Lal Bahadur Shastri                   | 1904–1966                  | 1966      | postuum, oud-minister-president, vrijheidsstrijder                                                                          | Uttar Pradesh                                                                                |
| 15.  | Indira Gandhi                         | 1917–1984                  | 1971      | oud-minister-president | Uttar Pradesh                                                                                |
| 16.  | Varahagiri Venkatagiri                | 1894–1980                  | 1975      | oud-president, vakbondsleider                                                                                               | Andhra Pradesh                                                                               |
| 17.  | K. Kamraj                             | 1903–1975                  | 1976      | postuum, vrijheidsstrijder, eerste minister van Tamil Nadu                                                                  | Tamil Nadu                                                                                   |
| 18.  | Agnes Gonxha Bojaxhiu (Moeder Teresa) | 1910–1997                  | 1980      | Nobelprijswinnares | West-Bengalen                                                                                |
| 19.  | Acharya Vinoba Bhave                  | 1895–1982                  | 1983      | postuum, sociaal hervormer, vrijheidsstrijder                                                                               | Maharashtra                                                                                  |
| 20.  | Khan Abdul Ghaffar Khan               | 1890–1988                  | 1987      | eerste vreemdeling die de Bharat Radna ontving, vrijheidsstrijder                                                           | Afghanistan, was voorstander voor Pakhtunistan en met name voorstander voor Loy Afghanistan. |
| 21.  | M.G. Ramachandran                     | 1917–1987                  | 1988      | postuum, eerste minister van Tamil Nadu, acteur                                                                             | Tamil Nadu                                                                                   |
| 22.  | Bhim Rao Ramji Ambedkar               | 1891–1956                  | 1990      | postuum, architect van de Indiase grondwet, leider van de Dalits                                                            | Maharashtra                                                                                  |
| 23.  | Nelson Mandela                        | 1918-2013                  | 1990      | strijder tegen de apartheid en president van Zuid-Afrika                                                                    | Zuid-Afrika                                                                                  |
| 24.  | Rajiv Gandhi                          | 1944–1991                  | 1991      | postuum, oud-minister-president                                                                                             | New Delhi                                                                                    |
| 25.  | Sardar Vallabhbhai Patel              | 1875–1950                  | 1991      | postuum, vrijheidsstrijder, eerste minister van Binnenlandse Zaken                                                          | Gujarat                                                                                      |
| 26.  | Morarji Desai                         | 1896–1995                  | 1991      | oud-minister-president, vrijheidsstrijder                                                                                   | Gujarat                                                                                      |
| 27.  | Maulana Abul Kalam Azad               | 1888–1958                  | 1992      | postuum, vrijheidsstrijder, onderwijzer                                                                                     | West-Bengalen                                                                                |
| 28.  | J.R.D. Tata                           | 1904–1993                  | 1992      | ondernemer en filantroop | Maharashtra                                                                                  |
| 29.  | Satyajit Ray                          | 1922–1992                  | 1992      | filmregisseur | West-Bengalen                                                                                |
| 30.  | Netaji Subhash Chandra Bose           | 1897–1945(?)               | 1992      | vrijheidsstrijder, organisator van het Indiase legioen in Japanse krijgsdienst (zijn benoeming werd later ongedaan gemaakt) | West-Bengalen                                                                                |
| 31.  | A.P.J. Abdul Kalam                    | 1931-2015                  | 1997      | president van India, wetenschapper                                                                                          | Tamil Nadu                                                                                   |
| 32.  | Gulzarilal Nanda                      | 1898–1998                  | 1997      | vrijheidsstrijder, oud-minister-president                                                                                   | Punjab                                                                                       |
| 33.  | Aruna Asaf Ali                        | 1908–1996                  | 1997      | postuum, vrijheidsstrijder                                                                                                  | West-Bengalen                                                                                |
| 34.  | M.S. Subbulakshmi                     | 1916–2004                  | 1998      | zangeres | Tamil Nadu                                                                                   |
| 35.  | C Subramaniam                         | 1910–2000                  | 1998      | vrijheidsstrijder, minister van Landbouw                                                                                    | Tamil Nadu                                                                                   |
| 36.  | Jayaprakash Narayan                   | 1902–1979                  | 1998      | postuum, vrijheidsstrijder, sociaal hervormer                                                                               | Uttar Pradesh                                                                                |
| 37.  | Pandit Ravi Shankar                   | 1920-2012                  | 1999      | virtuoos op de sitar | Uttar Pradesh                                                                                |
| 38.  | Amartya Sen                           | 1933-                      | 1999      | Nobelprijswinnaar voor de economie                                                                                          | West-Bengalen                                                                                |
| 39.  | Gopinath Bordoloi                     | 1890–1950                  | 1999      | postuum, vrijheidsstrijder                                                                                                  | Assam                                                                                        |
| 40.  | Lata Mangeshkar                       | 1929-                      | 2001      | zangeres in Bollywood-films                                                                                                 | Maharashtra                                                                                  |
| 41.  | Ustad Bismillah Khan                  | 1916-2006                  | 2001      | virtuoos op de Shehnai | Uttar Pradesh                                                                                |
| 42.  | Bhimsen Joshi                         | 1922-2011                  | 2009      | Klassieke zanger | Karnataka                                                                                    |
| 43.  | C. N. R. Rao                          | 1934-                      | 2014      | wetenschapper | Karnataka                                                                                    |
| 44.  | Sachin Tendulkar                      | 1973-                      | 2014      | cricketspeler | Maharashtra                                                                                  |
| 45.  | Madan Mohan Malaviya                  | 1861-1946                  | 2015      | pedagoog | Uttar Pradesh                                                                                |
| 46.  | Atal Bihari Vajpayee                  | 1924-2018                  | 2015      | oud-minister-president | Madhya Pradesh                                                                               |
| 47.  | Pranab Mukherjee                      | 1935-2020                  | 2019      | voormalig president | West Bengal                                                                                  |
| 48.  | Bhupen Hazarika                       | 1926-2011                  | 2019      | musicus | Assam                                                                                        |
| 49.  | Nanaji Deshmukh                       | 1916-2010                  | 2019      | sociale activist | Maharashtra                                                                                  |